# مانو كوش
مانو كوش هو عازف بيانو سويسري، ولد في 12 يونيو 1972.